# Wil Burgmeijer
Wilhelmina Maria (Wil) Schenk-Burgmeijer is een Nederlands oud-langebaanschaatsster.

## Biografie
Wil Burgmeijer was de eerste Nederlandse kampioene bij de Junioren-B. Tussen 1964 en 1972 was zij lid van de dames-kernploeg van de KNSB en vertegenwoordigde zij Nederland tijdens diverse Wereldkampioenschappen schaatsen allround vrouwen, de Olympische Winterspelen van 1968 en het Europees kampioenschap schaatsen vrouwen 1972.

## Persoonlijke records
| Afstand    | Tijd    | Datum            | Baan   |
| ---------- | ------- | ---------------- | ------ |
| 500 meter  | 44,9    | 12 februari 1970 | Inzell |
| 1000 meter | 1.31,93 | 16 januari 1972  | Inzell |
| 1500 meter | 2.19,96 | 15 januari 1972  | Inzell |
| 3000 meter | 4.55,1  | 23 februari 1969 | Inzell |

## Resultaten
| Jaar | NK Junioren B | NK Junioren A | NK Allround | EK Allround | WK Allround | Olympische Spelen |
| ---- | ------------- | ------------- | ----------- | ----------- | ----------- | ----------------- |
| 1964 |               |               | 8e          |             |             |                   |
| 1965 | Goud          |               | 4e          |             |             |                   |
| 1966 |               |               | 7e          |             | 14e         |                   |
| 1967 |               |               | 4e          |             | 10e         |                   |
| 1968 |               |               | 4e          |             | 11e         | 16e 500m 5e 3000m |
| 1969 |               |               | 5e          |             | 6e          |                   |
| 1970 |               |               | 8e          |             |             |                   |
| 1971 |               |               | 11e         |             |             |                   |
| 1972 |               |               | 4e          | 13e         | 13e         |                   |

## Nederlandse records
| Nr. | Afstand   | Tijd | Datum            | Baan   |
| --- | --------- | ---- | ---------------- | ------ |
| 1   | 500 meter | 45,4 | 22 februari 1969 | Inzell |